# 大卫·克拉斯沃尔
大卫·克拉斯沃尔（英語：David R. Krathwohl，1921年5月21日—2016年10月13日）美国雪城大学退休教育学教授，在教育心理学领域有卓越贡献。他与本杰明·布鲁姆一同研究，两人合著了《教育目标分类学》，称为布鲁姆分类学。他曾任美国教育研究学会主席。